# سریه ذات السلاسل
سریه ذات السلاسل در سال هشتم اتفاق افتاد، این واقعه بعد از جنگ خیبر و قبل از فتح مکه بوده‌است.
مردی عربی نزد محمد، پیامبر اسلام نشست و گفت: می‌خواهم تو را نصیحت کنم! محمد پرسید: نصیحت تو چیست؟ عرض کرد: گروهی از اعراب در وادی «رمل» اجتماع کرده می‌خواهند به شما در مدینه شبیخون بزنند، سپس خصوصیات آنان را برای محمد توضیح داد.
محمد دستور داد مردم در مسجد جمع شدند. آنگاه به منبر رفته آن خبر را به مردم داد جماعتی از اهل «صفه» به پا خاسته گفتند: ما را به جنگ بفرست، محمد از روی قرعه هشتاد نفر انتخاب کرد و به فرماندهی ابوبکر فرستاد، و فرمود: نزد بنی سلیم برو.
ابوبکر حرکت کرد و نزد آنان که در دره‌ای بودند رفت، آنان که در میان درختان و سنگ‌ها کمین کرده بودند، حمله کردند و چند تن از مسلمانان را کشتند و بقیه برگشتند. روز بعد عمر رفت و او نیز شکست خورد، برای سومین بار عمرو عاص نیز رفت و شکست خورد و برگشت. محمد که چنان دید علی بن ابیطالب را طلبید و پرچم جنگ را به او داد؛ و در حق او دعا کرد و وی را به جنگ روانه ساخت. علی لشکر را برداشت و راه عراق را پیش گرفت. لشکریان از راه سختی می‌گذشتند و تنها شب حرکت می‌کردند و روزها استراحت می‌نمودند. عمرو عاص که در لشکر بود به تحریک مسلمانان می‌پرداخت و کارشکنی می‌کرد؛ و مسلمانان را می‌ترسانید، و ابوبکر و عمر را برای قانع کردن علی فرستاد، ولی وی به هیچ‌کدام اعتنایی نکرد و راه خود را ادامه داد. عمرو عاص که با مخالفت شدید سربازان اسلام روبرو گردید تسلیم شد. بدین ترتیب در همانجایی که علی دستور داد ماندند. چون نزدیکیهای سپیده صبح شد، علی دستور حمله صادر کرد، مسلمانان از هر سو به دشمنان حمله کردند، اعراب بنی سلیم تا خواستند به خود آیند شکست خوردند و مسلمانان بر آنان پیروز شدند، و در این باره آیات سوره عادیات نازل گردید.

## شرح نبرد
محمد پس از آگاهی از این موضوع، سپاهی فراهم کرد و فرماندهی آن را به ابوبکر داد. ابوبکر به این مأموریت رفت، ولی در کمین دشمن افتاد و با تعدادی تلفات برگشت. محمد دوباره سپاه را سازماندهی کرد و این بار فرماندهی آن را به عمر بن خطاب داد. او نیز در این مأموریت شکست خورد و بازگشت. در سومین مرتبه، او فرماندهی را به عمرو بن عاص سپرد که به‌تازگی مسلمان شده بود و فردی قوی در مسائل سیاسی و نظامی به‌شمار می‌رفت؛ اما او هم کاری از پیش نبرد و شکست‌خورده بازگشت. تا آن زمان سابقه نداشت که مسلمانان سه بار علیه یک دشمن لشکرکشی کنند و در همۀ موارد ناکام بمانند. این امر عزت اسلام را خدشه‌دار کرده بود؛ ازاین‌رو محمد بار دیگر سپاه را سازماندهی کرد و این بار فرماندهی آن را به علی بن ابی طالب سپرد و هر سه فرمانده پیشین را به‌عنوان سربازان او راهی میدان کرد. علی با کسب خبر از موقعیت دشمن، سپاه را روزها پنهان می‌کرد و شب‌ها حرکت می‌داد تا به منطقۀ استقرار دشمن رسیدند و در عملیاتی در حالی که هنوز آسمان کاملاً روشن نشده بود، به‌ دشمن خود هجوم آوردند که باعث شد دشمن غافلگیر شود و شکست بخورد. عملیات به پایان رسید و عده‌ای از دشمنان کشته و بقیۀ آنها،‌ اسیر شدند. مسلمانان اسیران را به هم بستند و به‌سوی مدینه حرکت کردند.
در مدینه، محمد به نماز صبح ایستاده بود و در حین نماز، سورۀ والعادیات را تلاوت کرد. پس از نماز مردم پرسیدند: «ما این سوره را نشنیده بودیم. این سوره جدید بود؟». گفت: «آری، در حین نماز جبرئیل در تجلیل از پیروزی علی این سوره را بر من نازل کرد و گفت: علی دارد به مدینه نزدیک می‌شود. اکنون همگی برای استقبال از او به بیرون شهر برویم». محمد به همراه مسلمانان به استقبال علی آمدند. وقتی علی متوجه شد که محمد به استقبال او آمده، از مرکب خود پیاده شد، جلو آمد، سلام کرد و دست محمد را بوسید. محمد او را در آغوش گرفت و پیروزی‌اش را تبریک گفت.

## پس از نبرد
و چون به مدینه بازگشتند: محمد با مسلمانان به استقبال علی آمدند، چشم علی که به محمد افتاد به احترام آن حضرت از اسب پیاده شد. محمد گفت: سوار شو که خدا و رسول از تو خشنودند. علی از خوشحالی گریان شد، محمد گفت:
«ای علی اگر نمی‌ترسیدم که گروه‌هایی از امت من دربارهٔ تو همان سخنی را بگویند که نصاری دربارهٔ مسیح گفتند، امروز دربارهٔ تو سخنی می‌گفتم که بر هیچ دسته از مردم عبور نکنی جز آنکه خاک زیر پای تو را به منظور تبرک بردارند»